# Al 5lea val
Al 5lea val (titlu original: The 5th Wave) este un film american SF thriller din 2016 regizat de J Blakeson. Rolurile principale au fost interpretate de actorii  Chloë Grace Moretz, Nick Robinson și Ron Livingston. A avut recenzii negative din partea criticilor de film. Filmul este bazat pe romanul omonim din 2013 de Rick Yancey și prezintă o invazie extraterestră.

## Distribuție
- Chloë Grace Moretz - Cassie Sullivan[4]
- Nick Robinson - Ben Parish/Zombie[5]
- Ron Livingston - Oliver Sullivan[6]
- Maggie Siff - Lisa Sullivan[6]
- Alex Roe - Evan Walker[5]
- Maria Bello - Sergeant Reznik
- Maika Monroe - Ringer[7]
- Liev Schreiber - Colonel Vosch[8]
- Zackary Arthur - Sammy Sullivan/Nugget[9]
- Tony Revolori - Dumbo[10]
- Talitha Bateman - Teacup[6]